# Vista Alegre (Cataguases)
Vista Alegre é um distrito do município brasileiro de Cataguases, estado de Minas Gerais. Banhado pelo Rio Pomba, o distrito localiza-se a sudeste da sede municipal, da qual dista cerca de 17 quilômetros. Foi criado em 21 de julho de 1890, pelo decreto estadual n° 150.